# Bicellaria nigrita
Bicellaria nigrita är en tvåvingeart som beskrevs av Collin 1926. Bicellaria nigrita ingår i släktet Bicellaria och familjen puckeldansflugor. Inga underarter finns listade i Catalogue of Life.